# Liste des évêques de Linköping

Armoiries de l'évêque de Linköping.

L'évêque de Linköping est un prélat de l'Église de Suède. Il est à la tête du diocèse de Linköping et siège à la cathédrale de Linköping.

## Liste des évêques de Linköping

### Jusqu'à la Réforme
- Herbert ?
- Rikard ?
- 1139-116? : Gisle
- 1170-1171 : Stenar
- 1187-1195/1196 : Kol
- 120?-120? : Johannes
- 1216-1220: Karl Magnusson
- 1220-1236: Bengt Magnusson
- 1236-1258: Lars
- 1258-1283: Henrik
- 1285-1286: Bo
- 1286-1291: Bengt Birgersson
- 1292-1307: Lars Albrektsson
- 1307-1338: Karl
- 1338 : Nils
- 1342–1351: Petrus Tyrgilli Torkilsson
- 1352–1372: Nils Markusson
- 1373–1374: Gottskalk Falkdal
- 1375–1391: Nils Hermansson
- 1391–1436: Knut Bosson
- 1436–1440: Bengt Larsson
- 1441–1458: Nils König
- 1459-1465 : Kettil Karlsson Vasa
- 1465-1500 : Henrik Tidemansson
- 1501-1512 : Hemming Olofsson Gadh
- 1512-1517 : Jacob Arborensis
- 1513-1527 : Hans Brask

### Depuis la Réforme
- 1529-1540 : Johannes Magni
- 1543-1558 : Claus Canuti
- 1558-1569 : Erik Falk
- 1569-1580 : Mårten Gestricius
- 1580 : Petrus Michaelis
- 1583-1587 : Petrus Caroli
- 1589-1606 : Petrus Benedicti
- 1606-1630 : Jonas Kylander
- 1631-1635 : Johannes Botvidi
- 1637-1644 : Jonas Petri Gothus
- 1645-1655 : Andreas Johannis Prytz
- 1655-1670 : Samuel Enander
- 1671-1678 : Johannes Terserus
- 1678-1681 : Olov Svebilius
- 1681-1691 : Magnus Johannis Pontin
- 1692-1711 : Haquin Spegel
- 1711-1716 : Jacob Lang
- 1716-1729 : Torsten Rudeen
- 1730 : Johannes Steuchius
- 1731-1742 : Erik Benzelius
- 1743-1761 : Andreas Olavi Rhyzelius
- 1761-1780 : Petrus Filenius
- 1780-1786 : Uno von Troil
- 1786-1805 : Jacob Axelsson Lindblom
- 1805-1808 : Magnus Lehnberg
- 1809-1819 : Carl von Rosenstein
- 1819-1833 : Marcus Wallenberg
- 1833-1861 : Johan Jacob Hedrén
- 1861-1884 : Ebbe Gustaf Bring
- 1884-1893 : Carl Alfred Cornelius
- 1893-1906 : Carl Wilhelm Charleville
- 1907-1910 : Otto Ahnfelt
- 1910-1926 : Johan Wilhelm Personne
- 1927-1935 : Sven Erik Aurelius
- 1936-1947 : Tor Andræ
- 1947-1959 : Torsten Ysander
- 1959-1980 : Ragnar Askmark
- 1980-1995 : Martin Lönnebo
- 1995-2011 : Martin Lind
- depuis 2011 : Martin Modéus